# Котцов, Александр Васильевич
Александр Васильевич Котцов (1912—1996) — участник Великой Отечественной войны, комиссар отдельного разведывательного батальона 6-й лёгкой танковой бригады 1-й армейской группы, старший политрук. Герой Советского Союза (1939).

## Биография
Родился 22 ноября (5 декабря по новому стилю, по другим данным — 3 декабря) 1912 года в деревне Залахотье Островлянского прихода Архангельского уезда Российской империи (ныне Приморского района Архангельской области) в семье рабочего. Русский.
Окончил 7 классов и школу ФЗУ. Работал заведующим отделом Соломбальского райкома комсомола города Архангельска. Член ВКП(б)/КПСС с 1931 года.
В Красной Армии с 1934 года. Окончил Ленинградское военно-политическое училище. Участник боёв с японскими милитаристами на реке Халхин-Гол (Монголия) с 11 мая по 16 сентября 1939 года.
Комиссар отдельного разведывательного батальона 6-й лёгкой танковой бригады старший политрук Александр Котцов в ходе наступления 23 августа 1939 года ворвался на танке в расположение врага и уничтожил противотанковую пушку с расчётом. Пока экипаж восстанавливал подбитую врагом ходовую часть танка, оборонял его. При возвращении в часть уничтожил несколько солдат противника и прибуксировал подбитое орудие врага.
В 1941 году окончил Военно-политическую академию им. В. И. Ленина. Участник Великой Отечественной войны с июня 1941 года. Сражался под Москвой и на Курской дуге.
После войны продолжал службу в Советской Армии. С 1956 года полковник А. В. Котцов — в отставке.
Жил в Москве. Работал старшим инженером проектного института.
Умер 20 января 1996 года. Похоронен на Ваганьковском кладбище Москвы.

## Награды и звания
- Указом Президиума Верховного Совета СССР от 17 ноября 1939 года за мужество и героизм, проявленные при выполнении воинского и интернационального долга, старшему политруку Котцову Александру Васильевичу присвоено звание Героя Советского Союза с вручением ордена Ленина (№ 2483) и медали «Золотая Звезда» (№ 176).
- Также награждён двумя орденами Красного Знамени, двумя орденами Отечественной войны 1-й степени, орденом Красной Звезды и медалями СССР, а также иностранными орденами и медалями: в августе 1959 года Президиум Великого Народного Хурала Монгольской Народной Республики, отмечая 20-летие разгрома японских захватчиков на реке Халхин-Гол, наградил большую группу участников этих боёв, среди которых был А. В. Котцов.
- Почётный гражданин города Наро-Фоминска Московской области.